# Olduwan-kultur
Olduwan-kultur er menneskekultur, som har fremstillet menneskets ældste kendte redskaber. Det var Mary Leakey som første gang anvendte ordet Olduwan i 1960'erne. Olduwan-navnet er afledt af fundsteder i Kenya fra Olduvai-slugten og til dels Rift Valley i Østafrika.
De ældste beviser på redskabsbrug hos fortidsmennesket er fundet ved floden Gona i det nordlige Etiopien.
Ved hjælp af argon/argon-metoden på lag af vulkansk aske er disse fund dateret som 2,52–2,6 millioner år gamle.